# Licha niveilinea
Licha niveilinea är en fjärilsart som beskrevs av Walker 1862. Licha niveilinea ingår i släktet Licha och familjen nattflyn. Inga underarter finns listade i Catalogue of Life.